# 箱根土地
箱根土地（はこねとち）は、大正時代から昭和時代戦前にかけて存在した日本の不動産会社である。かつて西武グループの中核企業のひとつであった国土計画（後のコクド）、現在の西武・プリンスホテルズワールドワイドの前身。
1920年（大正9年）3月、堤康次郎により「箱根土地株式会社」として設立。現在に連なる西武グループの基礎を形成した企業である。
軽井沢・千ヶ滝別荘地（長野県軽井沢町）、箱根強羅・芦ノ湖近辺の別荘地分譲、東京目白の目白文化村など郊外住宅地分譲、現在の練馬区大泉学園、国立市・小平市における「学園都市構想」に基づく大規模宅地開発事業など、戦前期を通じて東京およびその周辺を中心に大規模な不動産開発を多数行った。
同時に不動産開発を手がけた地域での鉄道新線建設、既存の鉄道会社の買収なども手広く行い、のちの西武グループの基礎を形作るに至った。
1944年（昭和19年）2月、 「国土計画興業株式会社」に社名変更（のち1965年（昭和40年）6月「国土計画株式会社」に、1992年（平成4年）3月「株式会社コクド」に再度社名変更）。1944年2月以降の歴史はコクドの項を参照。なお株式会社コクドは2006年（平成18年）2月1日をもって消滅し、株式会社プリンスホテル（初代）に吸収合併された。

## 概要
箱根土地の設立は1919年（大正8年）4月で、会社所在地は東京府下谷区北稲荷町11。資本金は500,000円で内払込頭125,000円。取締役は山科禮蔵、藤田経孝、杉原柴三郎、監査役は竹内林之助、河浦謙であった。
翌1920年（大正9年）2月に「箱根土地株式会社」の設立趣意書が作られ、「二大理由により帝都の附近に於て完全なる大遊園地の必要、理由1に、五大国の一としての日本には今後外国からの客が増える、理由2に、生活力が向上したわが国民の休息の場」とし、完全なる大遊園地の条件として「大規模な設備、汽車自動車人車等の便により数時間で来られる事、風光明媚にして閑雅、地理的変化に鑑み長い滞在にも飽きない、各方面及び地域内の交通の便、四季の眺望、中和な気候、健康に適し病後保養にも効果あり、清涼豊潤な水と温泉、新鮮な山海の食料の供給、名所旧跡。 以上の条件から箱根は絶対無二の良候補地である。足柄下郡宮城野村、元箱根村、箱根町、土肥町に跨り約百五十万坪を取得し、道路を開き温泉を配給、ホテル、貸別荘、倶楽部その他の娯楽場を設置し居住、滞在、遊覧ともに好みによって応じられる設備を用意する開発を行なう」とうたわれた。
1920年（大正9年）3月、箱根土地株式会社（後の国土計画・コクド）設立。
1920年（大正9年）3月25日設立の箱根土地株式会社の事業概要、起債並二収支予算、定款 (大正9年2月)では、「資本金二千万円内四分の一払込の五百万円万円の社債を以て経営にあたる。土地事業は本来確実である上に当社の買収土地は会社成立前ずでに買収価格の数倍または十数倍に騰貴、だから社債の発行は容易である。当社は最も確実有望なる事業であるから全卸発起人賛成人にて株を引受け、公衆募集は全く行なわない」としている。ところが箱根土地株式会社「第一回報告」(大正9年上半期、大正9年5月)では、「ほぼ目的地の土地買収に充て、別に三百三百万円の社債募集」について、9年5月の株主総会にてあらためて決議をしている。
このほかに、1920年（大正9年）4月、長野県北佐久郡東長倉村（現・軽井沢町）所在の土地並びに附属財産の買収を契約し、管理経営に着手している。
創設時の役員は当時の著名な財界人や公家の血筋の人物で、1920年（大正9年）3月25日創立時では取締役社長が藤田謙一、取締役に若尾璋八、同 前川太兵衛（甲府の製糸商風間伊七次男、東京銀行頭取などのほか、相場師として知られた）、監査役永井外吉、1920年（大正9年）4月には取締役に吉村繊之助、監査役に男爵九條良政 (九條は、1920年（大正9年）12月には辞任)である。
1921年（大正10年）10月24日から、堤康次郎が専務取締役に、1921年（大正10年）12月30日から、九鬼紋七が監査役にそれぞれ就任している。

## 沿革
- 1914年（大正3年）、堤康次郎、下落合にて目白文化村の土地買収を開始｡
- 1917年（大正6年）、軽井沢沓掛地区（軽井沢町中軽井沢）区民総会が区有地の堤康次郎への売却を決議｡ 康次郎は東京府豊多摩郡落合村大字下落合に沓掛遊園地株式会社（資本金20万円）を設立､別荘地の開発を開始。 翌年に沓掛地区区有地を買収。
- 1918年、千ヶ滝遊園地株式会社設立。藤田謙一を経営陣に招く。沓掛（中軽井沢） - 千ヶ滝通り七間道路の敷設工事開始。
- 1919年、堤康次郎、株式会社グリーンホテル（資本金100万円）を設立｡
- 1919年、箱根での土地売買人による著しい価格吊り上げ「赤星事件」が発生。堤康次郎が対抗し、箱根別荘地の大規模開発を開始｡
- 1920年（大正9年）、千ヶ滝遊園地株式会社を清算。
- 1920年3月、資本金2000万円､払込500万円で豊多摩郡落合村大字上落合119番地に箱根土地株式会社が発足｡
- 1920年、 沓掛遊園地株式会社が前橋営林署より鬼押出六里ヶ原80万坪を授受｡
- 1921年（大正10年）、 1911年に設立され芦ノ湖にて観光船「芦ノ湖遊覧船」の営業を開始していた箱根遊船株式会社を全株式取得で買収。元箱根村、箱根町両渡船組合を合併吸収させ、芦ノ湖の観光船事業を独占。
- 1921年、小田原電気鉄道（現・小田急箱根）の株式を取得開始｡
- 1921年、 資本金100万円で強羅土地株式会社を設立、主に強羅地区での事業分担｡
- 1921年、 三島町の箱根山組合等に箱根山西麓地区の借用を申し入れ｡ 箱根山組合（三島町管理）と箱根山西麓地区共有地（総面積2767町6反3畝3歩）の貸付契約締結｡
- 1921年、 東長倉村沓掛（中軽井沢） - 同村千ヶ瀧間（電気鉄道 2.0 km/軌間1067 mm）の免許取得[4]｡
- 1921年、 沓掛 - 峯の茶屋 - 三原間に一般自動車道を建設し提供｡ 湯川発電所を建設し提供｡
- 1921年、 観翠楼（後にホテル観翠楼と改称）の営業開始｡
- 1922年（大正11年）、 経済的に困窮した近衛家から下落合の所有地の譲渡をうける
- 1922年、 株式会社グリーンホテルを吸収。資本金2050万円に増資｡
- 1922年、 湯河原 - 広河原間（電気鉄道 5.1 km）､広河原 - 鞍掛山 - 箱根間（鋼索線 4.8 km）の免許取得[5]
- 1923年（大正12年）、 グリーンホテル（軽井沢千ヶ滝緑ヶ丘）の営業開始｡
- 1923年、 小平学園の土地（60万坪）買収開始｡
- 1923年、 駿豆鉄道（現・伊豆箱根鉄道）の株を買収し､傘下に治める｡
- 1923年、 箱根、函南、泉村地籍82万坪の永久借地権取得｡
- 1923年、 旧中川久任伯爵邸跡地3400坪（渋谷道玄坂）を商業地分譲開発。
- 1924年（大正13年）、 箱根土地株式会社と東京商科大学（現･一橋大学）が､神田一ツ橋約1万坪と国立大学町約7万5千坪との土地交換契約締結｡
- 1924年、 新軽井沢 - 南軽井沢間の20間道路の敷設工事開始｡南軽井沢での貸別荘経営開始｡
- 1924年、 旧中川邸跡地に百軒店（名店街）設置。
- 1924年、 大泉学園都市林間舞踏大会を開催｡
- 1924年、 武蔵野鉄道に寄付した東大泉駅（現・大泉学園駅）が営業開始｡
- 1924年、 堤康次郎、衆議院議員初当選｡
- 1925年（大正14年）、 国分寺大学都市民衆マラソン競走を開催｡
- 1925年、 遊園地「新宿園」を開設。孔雀館（舞踏）、白鳥座（映画）、庭園劇場（芝居）の営業開始｡
- 1925年、 強羅土地株式会社を吸収合併｡
- 1925年、 小田原電気鉄道（現・小田急箱根）の株式を6424株取得｡
- 1925年、 箱根土地株式会社と東京商科大学（現・一橋大学）が正式に土地交換契約締結｡
- 1925年、 国分寺 - 萩山 - 小平間の鉄道経営免許取得[6]｡後に西武鉄道となる武蔵野鉄道の株式145株を取得｡
- 1926年（昭和元年）、 社債償還不能で東京株式取引所での売買中止、事実上の破産｡
- 1926年、 国分寺 - 小川間で、後に西武バスとなる乗合自動車営業開始。
- 1926年、中央線に寄付した国立駅営業開始、上下14本の旅客列車停車。
- 1926年、 芦ノ湖で水上遊覧飛行（10分間10円）の営業開始｡
- 1926年、 本店を北多摩郡谷保村育柳894番地（国立大学町）に移設｡
- 1926年、 債権者協議会開催｡ 社債返済の為に軽井沢千ヶ滝土地や新宿園を売却｡
- 1926年、 堤康次郎、小田原電気鉄道の取締役に就任｡
- 1927年（昭和2年）、 国分寺 - 国立 - 「多摩川満願寺渡」間の軌道敷設特許申請。
- 1927年、 東京 - 軽井沢間の航空輸送営業開始｡
- 1927年、 萩山 - 村山貯水池間・村山梅林 - 村山貯水池間、0.4 kmの内燃鉄道免許取得｡
- 1927年、 南軽井沢競馬場で競馬開催を主催｡
- 1927年、 王子製紙の藤田好三郎が1926年に練馬城趾43000千坪に開業した豊島園を安田信託銀行から買収｡
- 1928年（昭和3年）、 堤康次郎、東京府北多摩郡谷保村青柳894番地に多摩湖鉄道会社（資本金100万円）を設立｡ 箱根土地所有の鉄道事業一切の資産と敷設営業権譲渡。国分寺 - 萩山間営業開始。東国分寺駅、桜堤駅、小平学園駅、青梅街道駅が営業開始｡
- 1928年、 小田原電気鉄道が日本電力資本となり､堤康次郎は撤退｡ 日本電力は箱根登山鉄道（資本金500万円）を設立、鉄道部門を分離譲渡｡
- 1929年（昭和4年）、 国鉄中央線電化延長により､国立駅に省線停車開始｡
- 1929年、 軽井沢千ヶ滝中区で映画館､テニスコート､プール等を備えた「千ヶ滝遊園地」の営業開業｡
- 1930年（昭和5年）、 万座・常盤屋より別館「大和屋」を買収､「百泉園」として営業開始｡
- 1931年（昭和6年）、 芹ヶ沢の土地を買収し千ヶ滝西区で貸別荘の経営開始｡
- 1931年、 武蔵野鉄道第三新株の株主割当実施の際に大量発生した失権株を買い集める｡
- 1933年（昭和8年）、 有料道路軽井沢線（グリーンホテル - 峯の茶屋 - 鬼押出し）、有料道路三原線（鬼押出し - 三原）の営業開始｡
- 1933年、 多摩湖鉄道が桜堤－小平学園間に商大予科前駅（現・一橋大学駅）営業開始｡
- 1933年、 大雄山鉄道（現・伊豆箱根鉄道大雄山線）を傘下に収める｡
- 1934年（昭和9年）、 駿豆鉄道（現・伊豆箱根鉄道）を買収する｡
- 1935年（昭和10年）、 湯河原町との温泉譲渡交渉が決裂｡
- 1935年、 鬼押出し園に岩窟ホールを開設｡
- 1935年、 箱根遊船株式会社が湖尻 - 元箱根間自動車道の営業開始｡
- 1936年（昭和11年）、 箱根山組合と箱根山西麓地区共有地の貸付契約更改を実施し､総面積887町8反9畝12歩以外を返還開放｡
- 1936年、 仙石原高原の箱根仙石温泉村で温泉水道付き分譲地の分譲開始｡
- 1936年、 軽井沢で建材として浅間ブロックの製造開始｡
- 1937年（昭和12年）、 南軽井沢ホテル（押立山山頂）の営業開始｡
- 1937年、開催予定の1964年東京オリンピックを目指し、箱根に複数のホテル（駒ケ岳温泉ホテル、富士見楼、神山ホテル、仙石高原ホテル、仙石温泉ホテル）を建設｡
- 1938年（昭和13年）、 資本金未払金を打切って550万円に減資｡
- 1938年、 日本温泉土地株式会社を吸収合併｡
- 1938年、 グリーンホテルの大改築を実施、敷地内にスケート場開設｡
- 1938年、 南軽井沢「大観楼」の営業開始｡
- 1943年（昭和18年）、 近江鉄道を経営傘下に収める。
- 1944年（昭和19年）2月、国土計画興業株式会社に社名変更[1]。

## おもな不動産開発
- 新宿園 - 四谷番衆町に開設された娯楽施設。「劇場、活動写真館及庭園劇場等ノ演芸機関ヲ始メ児童遊戯場、徒渉地、動物舎、水禽舎等其他ノ諸設備」を加えた新名所との触れ込みだったが、わずか2年足らずで撤退を余儀なくされた[7]。
- 目白文化村 - 堤康次郎自身も居を構える。同時に箱根土地や東京護謨（現・西武ポリマー化成）の事業拠点としても活用された。
- 百軒店 - 渋谷町 (東京府)の旧中川久任伯爵邸跡地に開店した名店街。
- 練馬区大泉学園町 - 1924年から168万平方メートルもの開発が始められた。大泉村 (東京府)北部に大規模な学園都市の開発を図り、碁盤目状に土地整備がなされた。
- 小平市小平学園町 - 170万平方メートルもの土地を開発。当初は「国分寺大学都市」と称していたが、のちに改名した[8]。関東大震災で甚大な被害を受けた明治大学の誘致を目指したが実現しなかった[8]。「小平学園」という学校はなく、箱根土地が学園都市構想に基づき、大学を誘致して開発した「小平学園町」（現・小平市学園西町および学園東町）の名称から。当時は小平学園駅・一橋大学駅（旧・商大予科前駅）があったが、1966年に一橋学園駅に統合（駅名は2駅の合成駅名）。津田塾大学（旧・女子英学塾）、一橋大学小平キャンパス（旧・東京商科大学予科）がある。
- 国立学園都市 - 甲州街道沿いを除き雑木林であった国立市内の同地を、学園都市構想に基づき大学を誘致して開発。一橋大学国立キャンパスがある大学通り（東京都道146号国立停車場谷保線）の緑地帯部分は、国立の街を箱根土地が開発した経緯から、プリンスホテルの所有地である。
- 国立駅 - 誘致のために箱根土地が駅を作り、鉄道省へ譲渡。駅前広場は現在も西武の所有地である。

## 分譲住宅地開発年表
- 1919年（大正8年）
  - 軽井沢・千ヶ滝別荘地（長野県北佐久郡軽井沢町千ヶ滝）の5,200区画、200万坪を分譲開始
- 1921年（大正10年）
  - 南軽井沢別荘地を分譲。8万3千坪
  - 箱根強羅の別荘分譲を開始｡
- 1922年（大正11年）
  - 強羅土地、宮城野村の箱根強羅の温泉つき別荘分譲を開始｡
  - 目白文化村第一文化村（通称･目白不動園）3万7千坪の分譲開始｡ 本店を目白文化村）に移設｡
  - 現・港区麻布の開発、麻生桜田町 3,300坪、南麻布の麻布一本松 4,500坪と麻布富士見町 1,200坪、現在の広尾と南青山 17,000坪の各住宅地
  - 現・千代田区平河町と紀尾井町の麹町平河町旧河瀬子爵邸4千2百坪を分譲開発
- 1923年（大正12年）
  - 目黒小瀧園・現目黒区下目黒三丁目、1万2千坪、105区画を開発
  - 早稲田大学所有地5046坪を買収し､目白文化村第二文化村の分譲開始｡ 現新宿区の第一角筈、十二社（現・西新宿三丁目）の宅地開発
  - 強羅土地株式会社が箱根強羅温泉地の分譲開始｡
  - 文京区の本駒込の駒込神明町旧水戸公爵別邸1万坪、駒込林町4千坪、久世山（現文京区小日向）8千坪、千代田区麹町三番町の1千5百坪8区画、現港区白金台の高輪北町旧三宮男爵邸、高輪の芝高輪車町三五（現在の高輪三丁目）10区画、麻布広尾町（現在の南麻布）4千坪と麻布宮村町旧井上侯爵邸（同）3千坪、赤坂一本町（現在の赤坂4丁目、5丁目）白金台の大崎邸宅地2千坪を分譲開発
- 1924年（大正13年）
  - 目白文化村第三文化村の分譲開始｡ 他新宿区では、牛込川田町（市ヶ谷河田町）1万9千坪と建物売却11区画、牛込喜久井町の分譲と若松町の商店地分譲を実施
  - 大泉学園都市（大泉村50万坪）の雑木林を開墾し宅地分譲を開始、大学誘致も計画｡
  - 港区元麻布の麻布西町3千5百坪9区画、文京区本郷弥生町と小石川関口町、麹町区中六番町（現・千代田区六番町）340坪
  - 国分寺大学都市（70万坪）の分譲開始
- 1925年（大正14年）
  - 目白文化村第四文化村・近衛町2万坪の分譲開始｡
  - 渋谷区神泉、小石川丸山町旧亀井伯爵邸（現・文京区本町）目白台（現文京区間口）下高輪（現・港区三田）赤坂新坂町（現・港区赤坂八丁目）小石川庭園住宅地、武蔵野市武蔵境、を宅地開発
  - 現・国分寺市にあたる新国立と北国立宅地開発
- 1926年（大正15年）
  - 谷保の国立大学町（100万坪）の土地分譲開始｡
  - 麹町富士見町（現・千代田区）、新宿土地（現・新宿区新宿二丁目）を開発
- 1927年（昭和2年）
  - 千駄ヶ谷の旧徳大寺邸（現在の神宮前1丁目、明治通りと山手線の間）千駄ヶ谷三丁目4万8千坪を分譲
  - 旧西武鉄道、長者園（東伏見駅#歴史）の宅地分譲開始
  - 中野区中野二丁目の旧大石邸1万坪を開発
  - 南平台町の徳川山11万6千坪を開発
- 1928年（昭和3年）
  - 南平台町、丸山町、神泉の西郷従道侯爵邸跡地28万5千坪を西郷山として開発分譲。
  - 現 東五反田一・三丁目「島津山」25,000坪の分譲開始
  - 千ヶ滝での別荘分譲開始、御殿場温泉別荘地開発、向山別荘地開発
- 1928年（昭和3年）
  - 芝区公爵別邸（現・港区白金町）分譲開発
- 1929年（昭和4年）
  - 東村山（現・東村山市萩山）宅地開発
  - 現 東五反田五丁目「池田山」の分譲開始
  - 目白文化村第五文化村の分譲開始｡
- 1930年（昭和5年）
  - 神田一ツ橋商大跡地の分譲開始｡
- 1931年（昭和6年）
  - 強羅湯の花沢の別荘分譲開始｡
- 1932年（昭和7年）
  - 箱根土地で旧西武鉄道（現・西武新宿線）沿線の東伏見・長者園付近の宅地分譲開始｡
- 1935年（昭和10年）
  - 守山園（世田谷区）2万7千坪
  - 目黒松風園（目黒区）2万1千坪
- 1937年（昭和12年）
  - 駒ケ岳の別荘分譲開始｡
- 1938年（昭和13年）
  - 伊豆大仁別荘分譲地の開発開始｡
  - 国分寺多摩湖電車、国分寺市に厚生の家を分譲
  - 武蔵野鉄道不動産課、現・練馬区大泉学園と大泉勤労の家を開発
- 1939年（昭和14年）
  - 国分寺多摩湖電車、国分寺市に国分寺台地住宅地を開発
  - 小平学園町分譲（現・小平市学園東町、学園西町）51万坪、1,200区画
  - 旧西武鉄道、石神井公園分譲地の分譲
  - 国分寺市国分寺学園の分譲
- 1940年（昭和15年）
  - 武蔵野鉄道不動産課、現・練馬区市内大泉を開発
  - 駿豆鉄道名義で、伊豆大仁温泉住宅地の分譲
  - 芝大久保山（港区高輪）8千2百坪、旧芝区白金山4千8百坪、麻布松方山（南麻布四丁目）4千4百坪、小石川沖町（文京区大塚四丁目）、代々木徳川山（渋谷区代々木西原）5万六千坪、牛込若松町（新宿区若松町）2千8百坪を開発
- 1941年（昭和16年）
  - 武蔵野鉄道不動産課、富士見台を開発
  - 武蔵野鉄道不動産課、国分寺市の国分寺と国分寺学園を開発
- 1943年（昭和18年）
  - 品川区五反田 9,000坪を開発
- 1945年（昭和20年）
  - 世田谷区東山野台 45,000坪を開発